# Конвой O-805
Конвой O-805 — японський конвой часів Другої світової війни, проведення якого відбувалось у січні 1944 року.
Вихідним пунктом конвою став Рабаул на острові Нова Британія (головна передова база японців у архіпелазі Бісмарка, з якої провадились операції на Соломонових островах та сході Нової Гвінеї), звідки група транспортних суден повинна була прибути до Палау — важливого транспортного хабу на заході Каролінських островів.
До складу конвою О-805 увійшли транспорти «Койо-Мару», «Пасифік-Мару», «Мексико-Мару», «Цейлон-Мару» та «Нагісан-Мару». Ескорт складався з мисливців за підводними човнами CH-17 та CH-18.
8 січня 1944 року судна вийшли з Рабаула та попрямували на північний захід. У цей період на комунікаціях архіпелагу Бісмарка активно діяли авіація та підводні човни, втім, конвой О-805 зміг безперешкодно пройти своїм маршрутом і 15 січня прибув до Палау.